# Full Members Cup 1990-91
La Full Members Cup 1990/91 fue la sexta edición de la competición. Se disputó entre el 20 de noviembre de 1990 y el 7 de abril de 1991. La final se celebró en el Wembley Stadium de Londres.

## Sección Norte

### Primera Ronda
| 27 de noviembre de 1990 | Leicester City | 0:1 | Wolverhampton Wanderers | Filbert Street, Leicester |  |

| 20 de noviembre de 1990 | Middlesbrough | 3:1 | Hull City | Ayresome Park, Middlesbrough |  |

| 20 de noviembre de 1990 | Notts County | 1:0 | Port Vale | Meadow Lane, Nottingham |  |

| 21 de noviembre de 1990 | West Bromwich Albion | 3:5 | Barnsley | The Hawthorns, West Bromwich |  |

### Segunda Ronda
| 18 de diciembre de 1990 | Blackburn Rovers | 1:4 | Everton | Ewood Park, Blackburn |  |

| 19 de diciembre de 1990 | Derby County | 1:0 | Coventry City | Baseball Ground, Derby |  |

| 19 de diciembre de 1990 | Manchester City | 2:1 | Middlesbrough | Maine Road, Mánchester |  |

| 21 de noviembre de 1990 | Nottingham Forest | 2:1 | Newcastle United | City Ground, Nottingham |  |

| 11 de diciembre de 1990 | Notts County | 2:2 (3 – 5 p.) | Sunderland | Meadow Lane, Nottingham |  |

| 11 de diciembre de 1990 | Sheffield United | 7:2 | Oldham Athletic | Bramall Lane, Sheffield |  |

| 18 de diciembre de 1990 | Sheffield Wednesday | 3:3 (3 – 4 p.) | Barnsley | Hillsborough Stadium, Sheffield |  |

| 19 de diciembre de 1990 | Wolverhampton Wanderers | 1:2 | Leeds United | Molineux Stadium, Wolverhampton |  |

### Tercera Ronda
| 30 de enero de 1991 | Barnsley | 2:1 | Nottingham Forest | Oakwell Stadium, Barnsley |  |

| 22 de enero de 1991 | Everton | 4:1 | Sunderland | Goodison Park, Liverpool |  |

| 22 de enero de 1991 | Leeds United | 2:1 | Derby County | Elland Road, Leeds |  |

| 22 de enero de 1991 | Sheffield United | 0:2 | Manchester City | Bramall Lane, Sheffield |  |

### Semifinales
| 13 de marzo de 1991 | Barnsley | 0:1 | Everton | Oakwell Stadium, Barnsley |  |

| 20 de febrero de 1991 | Leeds United | 2:0 | Manchester City | Elland Road, Leeds |  |

### Final Norte
| 19 de marzo de 1991 | Leeds United | 3:3 | Everton | Elland Road, Leeds |  |

| 21 de marzo de 1991 | Everton | 3:1 | Leeds United | Goodison Park, Liverpool |  |

## Sección Sur

### Primera Ronda
| 21 de noviembre de 1990 | Oxford United | 3:2 | Bristol City | Manor Ground, Oxford |  |

| 20 de noviembre de 1990 | Plymouth Argyle | 0:0 (1 – 3 p.) | Brighton & Hove Albion | Home Park, Plymouth |  |

| 20 de noviembre de 1990 | Watford | 1:2 | Bristol Rovers | Vicarage Road, Watford |  |

### Segunda Ronda
| 19 de diciembre de 1990 | Brighton & Hove Albion | 3:1 | Charlton Athletic | Goldstone Ground, Hove |  |

| 12 de diciembre de 1990 | Chelsea | 1:0 | Swindon Town | Stamford Bridge, Londres |  |

| 18 de diciembre de 1990 | Crystal Palace | 2:1 | Bristol Rovers | Selhurst Park, Londres |  |

| 19 de diciembre de 1990 | Luton Town | 5:1 | West Ham United | Kenilworth Road, Luton |  |

| 19 de diciembre de 1990 | Norwich City | 1:1 (6 – 5 p.) | Millwall | Carrow Road, Norwich |  |

| 12 de diciembre de 1990 | Oxford United | 1:0 | Portsmouth | Manor Ground, Oxford |  |

| 20 de noviembre de 1990 | Southampton | 4:0 | Queens Park Rangers | The Dell, Southampton |  |

| 12 de diciembre de 1990 | Wimbledon | 0:2 | Ipswich Town | Plough Lane, Londres |  |

### Tercera Ronda
| 18 de febrero de 1991 | Brighton & Hove Albion | 0:2 | Crystal Palace | Goldstone Ground, Hove |  |

| 18 de febrero de 1991 | Chelsea | 1:1 (1 – 4 p.) | Luton Town | Stamford Bridge, Londres |  |

| 22 de enero de 1991 | Ipswich Town | 2:1 | Oxford United | Portman Road, Ipswich |  |

| 20 de febrero de 1991 | Norwich City | 0:2 | Southampton | Carrow Road, Norwich |  |

### Semifinales
| 26 de febrero de 1991 | Crystal Palace | 3:1 | Luton Town | Selhust Park, Londres |  |

| 27 de febrero de 1991 | Norwich City | 2:0 | Ipswich Town | Carrow Road, Norwich |  |

### Final Sur
| 5 de marzo de 1991 | Norwich City | 1:1 | Crystal Palace | Carrow Road, Norwich |  |

| 19 de marzo de 1991 | Crystal Palace | 3:1 | Norwich City | Selhust Park, Londres |  |

## Final Nacional
| 7 de abril de 1991 | Crystal Palace | 4:1 | Everton | Wembley Stadium, Londres |  |

| Bandera de Inglaterra                    |
| Campeón Crystal Palace F. C. 1.er título |